# Cenadi
Cenadi är en ort och kommun i provinsen Catanzaro i regionen Kalabrien i Italien. Kommunen hade 530 invånare (2018).